# Anga (fiume)
L'Anga (in russo Анга?) o Bol'šaja Anga (Большая Анга) è un fiume della Russia siberiana sud orientale, affluente di destra della Lena. Scorre nel Kačugskij rajon dell'Oblast' di Irkutsk.

## Descrizione
Il fiume nella sua parte alta si chiama Bol'šaja Anga. Quando riceve da destra il suo maggior affluente, la Malaja Anga (lungo 98 km), all'altezza del villaggio di Anga, cambia il nome in Anga nella parte bassa del suo corso. Scorre in direzione sud-ovest e sfocia nella Lena a 3 696 km dalla sua foce, nel territorio della cittadina di Kačug. Il fiume ha una lunghezza di 167 km; l'area del suo bacino è di 2 540 km². La larghezza del fiume nel corso inferiore è di 25 metri. Lungo il corso del fiume ci sono vari villaggi.